# Lista över svenska minsvepare
Detta är en lista över svenska minsvepare.

## Minsvepare
Sökaren-klass
- HMS Sökaren (47)
- HMS Sveparen (48), Motala varv
- HMS Sprängaren (49), Motala varv

Styrbjörn-klass
- HMS Starkodder (51)
- HMS Styrbjörn (52)

Arholma-klass
- HMS Arholma (53)
- HMS Landsort (54)
- HMS Bremön (55)
- HMS Holmön (56)
- HMS Sandön (57)
- HMS Ulvön (58)
- HMS Bredskär (59)
- HMS Grönskär (60)
- HMS Ramskär (61)
- HMS Örskär (62)
- HMS Koster (63)
- HMS Kullen (64)
- HMS Vinga (65)
- HMS Ven (66)

### Fiskeminsvepare
- HMS Gåssten (M31), Knippla skeppsvarv
- HMS Norsten (M32)
- HMS Viksten (M33), Karlskronavarvet
- HMS Orust (M41)
- HMS Tjörn (M42), Djupviks varv
- HMS Hisingen (M43), Holms varv
- HMS Blackan (M44),  Knippla skeppsvarv
- HMS Dämman (M45), Djupviks varv
- HMS Galten (M46)
- HMS Gillöga (M47), Karlskronavarvet
- HMS Rödlöga (M48), Karlskronavarvet
- HMS Svartlöga (M49), Karlskronavarvet

### Kustminsvepare
Hanö-klass
- HMS Hanö (M51)
- HMS Tärnö (M52) - omklassad till vedettbåt 1979
- HMS Tjurkö (M53) - omklassad till vedettbåt 1979
- HMS Sturkö (M54) - omklassad till vedettbåt 1979
- HMS Ornö (M55) - omklassad till vedettbåt 1979
- HMS Utö (M56)

Arkö-klass
- HMS Arkö (M57)
- HMS Spårö (M58)
- HMS Karlsö (M59)
- HMS Iggö (M60)
- HMS Styrsö (M61)
- HMS Skaftö (M62)
- HMS Aspö (M63)
- HMS Hasslö (M64)
- HMS Vinö (M65)
- HMS Vållö (M66)
- HMS Nämdö (M67)
- HMS Blidö (M68)

## M-serien

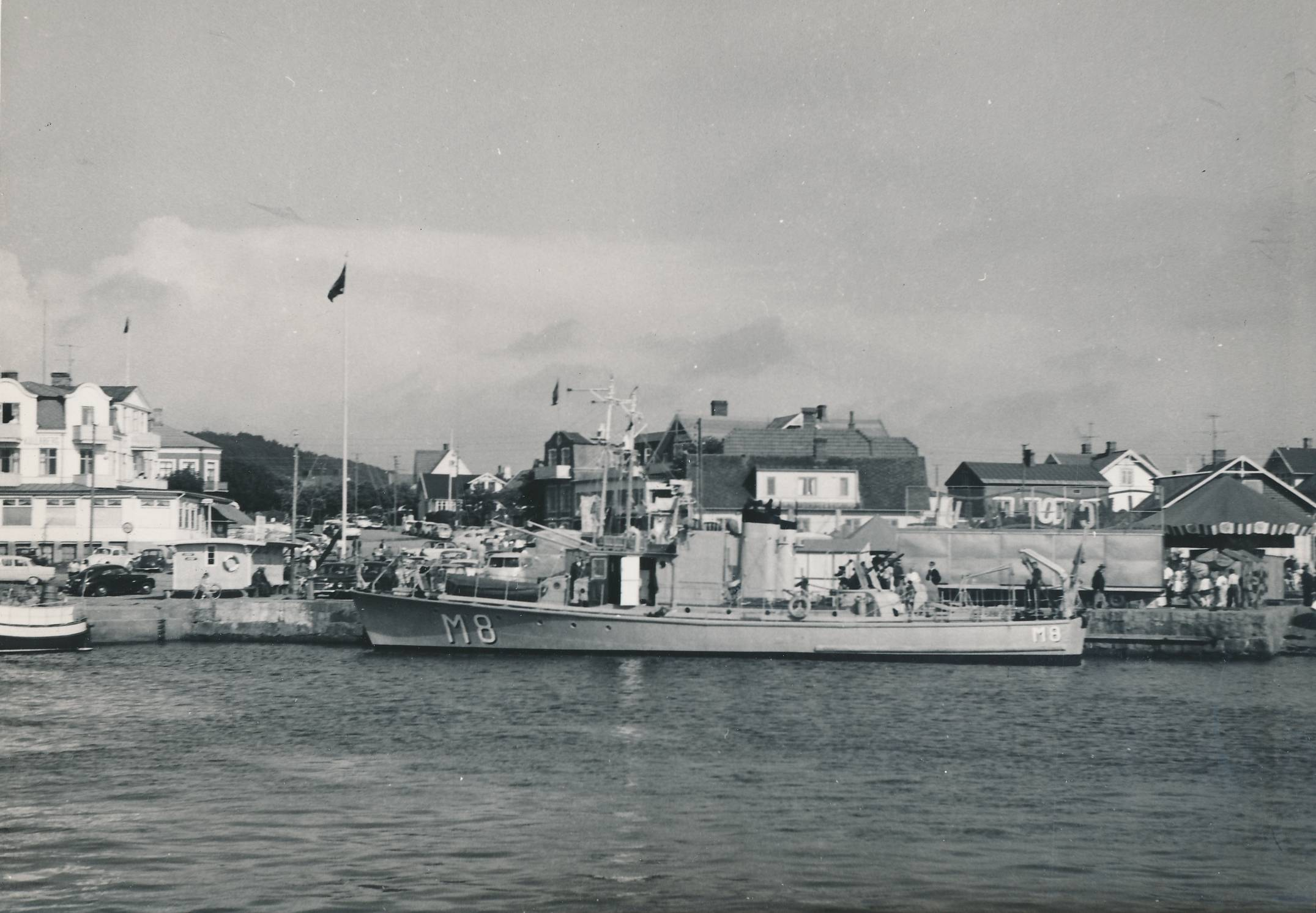
HMS M8 på besök i Mölle efter 1953.

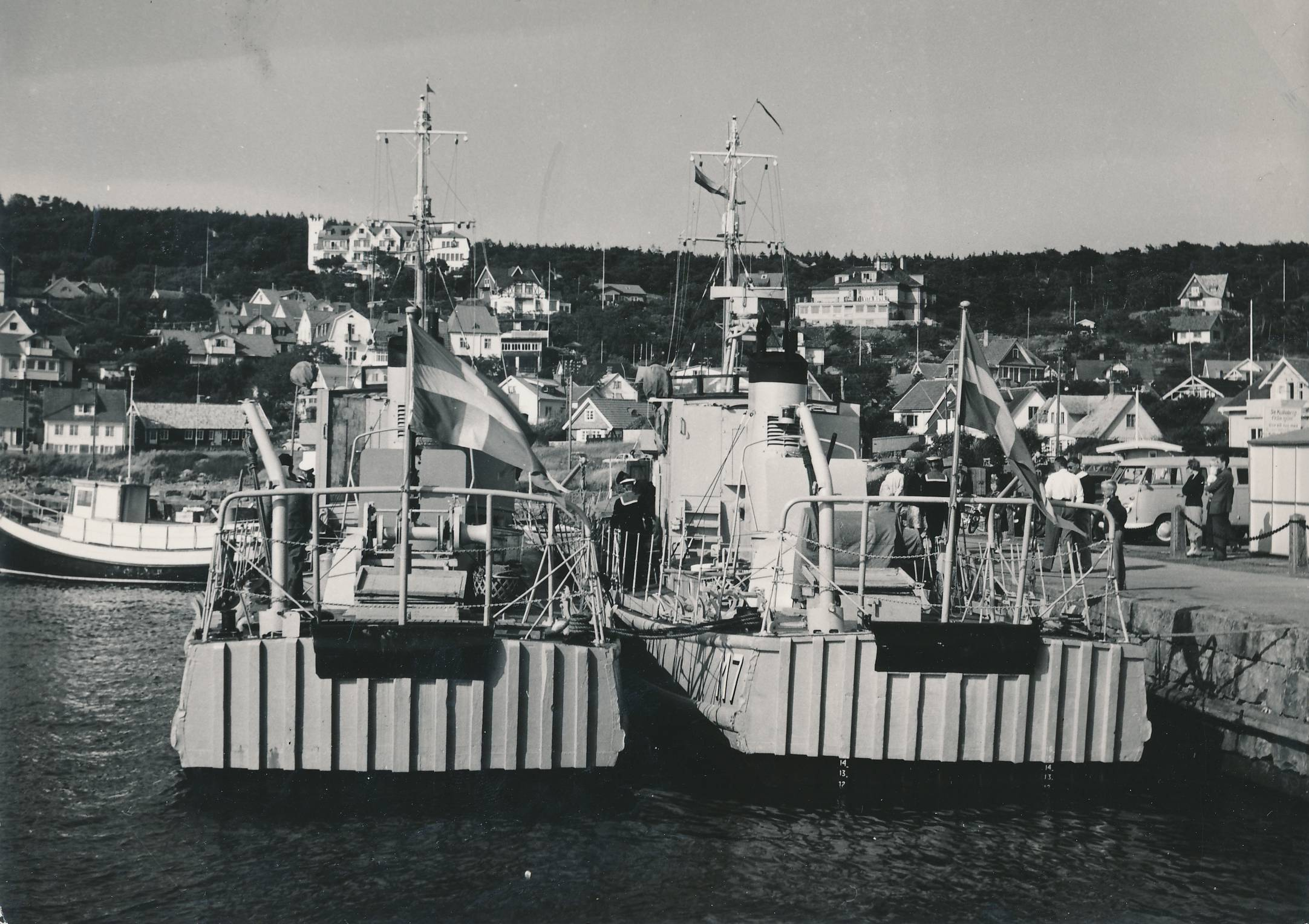
HMS M8 och HMS M7 ligger här sida vid sida i Mölle hamn.

### M1 – M2
- HMS M1 (1937)
- HMS M2 (1937)

### M3 – M14 (39-båtarna)
- HMS M3 (1940)
- HMS M4 (1940)
- HMS M5, Norrköpings varv 1940
- HMS M6, Norrköpings varv 1940
- HMS M7, Holms Yachtvarv 1940
- HMS M8, Holms Yachtvarv 1940
- HMS M9, Fisksätra varv 1940
- HMS M10, Kungsörs Båtvarv 1940
- HMS M11 (1940)
- HMS M12 (1941)
- HMS M13, Ystads Skeppsvarv 1940
- HMS M14 (1941)

### M15 – M26 (40-båtarna)
- HMS M15, Långedrag 1941
- HMS M16, Ramsö 1941
- HMS M17, Sverres varv 1941
- HMS M18, Neglingevarvet 1941
- HMS M19, Neglingevarvet 1942
- HMS M20, Neglingevarvet 1941
- HMS M21, Norrköpings varv 1941
- HMS M22, Karlskronavarvet 1941
- HMS M23 Vinö, Kungsörs Båtvarv 1941
- HMS M24, Fisksätra varv 1941
- HMS M25, Fisksätra varv 1941
- HMS M26, Holms Yachtvarv i Gamleby 1941